# Virgil Ciomoș
Virgil Ciomoș (n. 9 octombrie 1953, Deva) este un filosof român, profesor universitar la Facultatea de Istorie și Filosofie a Universității Babeș-Bolyai din Cluj-Napoca și membru al Societății Române de Fenomenologie. 

## Viața și activitatea
Virgil Ciomoș s-a născut la Deva, la 9 octombrie 1953. Este licențiat al Universității Babeș-Bolyai din Cluj-Napoca, Facultatea de Istorie și Filozofie, secția de filozofie (1976). A devenit doctor în filozofie, specializarea Istoria filosofiei, al Universității din București (1998). A fost lector (1990-1998), conferențiar (1998-2007), profesor (2007-2018) și profesor emerit (după 2018) al Facultății de Istorie și Filosofie din UBB Cluj-Napoca. A fost șeful Catedrei de istoria filozofiei și logică și membru în redacția revistei Studia Phaenomenologica.
În paralel a fost membru și cercetător științific al Institutului de Istorie „George Barițiu” din Cluj-Napoca, Departamentul de Cercetări Socio-Umane (1987-2017) și director adjunct al aceleaiși institituții din 2017.
A urmat stagii de documentare-specializare în Franța: 1991 (INALCO, Paris), 1992 (Université Le Mirail, Toulouse), 1996 (École Normale Supérieure, Fontenay-aux-Roses), 1996 (Université Paris I, Panthéon-Sorbonne), 1997 (Université Paris I, Panthéon-Sorbonne), 1998 (Université Paris I, Panthéon-Sorbonne). A fost profesor invitat la Université Paris I, Panthéon-Sorbonne (1999), Université de Poitiers (2000, 2001, 2002, 2005, 2006, 2007) și Université de Lyon 3 (2003).
A fost directorul fondator al masteratului de Filosofie franceză de la Facultatea de Istorie a UBB Cluj-Napoca, care a funcționat între 1995-2007. A condus 17 teze de doctorat în domeniul Filosofiei.

## Volume
- Timp și Eternitate. Aristotel, Fizica IV 10-14. Interpretare fenomenologică, Ed. Paideia, București, 1998; ediția a II-a, Ed. Paideia, București, 2000.
- Conștiință și schimbare în Critica rațiunii pure. O perspectivă arhitectonică asupra kantianismului, Ed. Humanitas, București, 2006.
- De la experiența sublimului la starea de excepție, Ed. Paideia, București, 2006; ediția a II-a, Ed. Paideia, București, 2007.
- Etre(s) de passage publicat in limba franceza la Ed. Zeta-books, 2009

## Ediții îngrijite
- Démocratie, droits fondamentaux, vulnérabilité, Presa Universitară Clujeană, Cluj, 2007 (volum editat sub auspiciile Agenției Universitare a Francofoniei).
- Nicolas Steinhardt, Le Journal de la félicité, ed. ArcantPre, Paris. 1996.
- Nicolae Steinhardt, Jurnalul fericirii [Happiness Diary], Dacia Publishing House, Cluj, 1991

## Volume colective
- Théorie et pratique des droits de l’homme dans les sociétés post-traditionnelles, în Morale et Politique des Droits de l’Homme, volum editat de Monique Castillo, Ed. G. OLMS, Hildesheim, Zürich, New-York, 2003, pp. 137–149.
- Aporetica lui kôra, în Lost in space, Ed. New Europe College, București, 2003, pp. 11–36.
- Limitele vecinătății, în Proiecte și paradigme în gândirea socială românească, volum editat de Traian Vedinaș, Ed. Diotima, Cluj-Napoca, 2004, pp. 330–333.
- Filozofie și arhitectură, prefață la Augustin Ioan, Arhipretexte, Ed. Dacia, Cluj, 2004, pp. I-VIII.
- Turnura teologică a fenomenologiei, în O gândire fără țărmuri, volum dedicat memoriei lui André Scrima, Ed. Humanitas, București, 2005, pp. 203–229.
- Intuiție eidetică versus reducție arhitectonică, în Intenționalitatea de la Plotin la Lévinas. Metamorfoza unei idei, Editura Universității din București, București, 2005, pp. 71–95; reeditare, în Intenționalitatea de la Plotin la Lévinas, Ed. Zeta books, București, 2007, pp. 83–111.

## Afilieri
- membru al Societății de Filosofie din Toulouse, Franța
- felow al Colegiului „Noua Europă”, București
- membru fondator al Societății Române de Fenomenologie
- președinte onorific al Societății Române de Fenomenologie (2000-2004)
- membru fondator și director al Forumului Câmpului Lacanian - România

## Premii și distincții
- Premiul „Ion Petrovici” al Academiei Române (1998)
- Chevalier dans l’Ordre des Palmes Académiques (2001)
- „Les Palmes Académiques” în grad de „Chevalier”, ordin acordat de Primul Ministru al Franței, la propunerea Ministrului francez al Educației Naționale, Jack Lang (2005)